# Расторгуев, Виктор Леонидович
Виктор Леонидович Расторгуев — советский лётчик-испытатель.

## Биография

### Ранние годы
В 1930 году из Саратова приехал на заработки в Крым. Работал шофёром. В посёлке Коктебель познакомился с планеристами на горе Клементьева.
В 1931 окончил Высшую лётно-планерную школу в Коктебеле и остался в ней лётчиком-инструктором. C 1933—1934 работал в саратовском аэроклубе. 

### Лётная карьера
В 1934 году в составе "воздушного поезда" из двух планеров пролетел по маршруту Саратов-Москва. В 1935 году установил рекорд продолжительности полёта на двухместном планере, продержавшись в воздухе 26 часов 29 минут. В 1936 г. совершил рекордный полёт над морем. Впервые проложил рейс из Крыма на материк через море.
С 1937 по 1939 год был командиром планерного отряда Центрального аэроклуба. Весной 1937 года на планере ГН-7 конструктора Г. Ф. Грошева совершил ряд полётов на дальность, которые официально зарегистрировали как мировые рекорды: 539 км, затем 602 км, 652 км. За эти достижения он был награждён орденом «Знак Почёта».
С 1939 по 1941 год работал лётчиком-испытателем в ЦАГИ.
Перед войной с другими лётчиками-испытателями участвовал в испытаниях немецких боевых самолётов. Провёл всесторонние испытания немецкого истребителя. Этот эпизод хорошо описан в книге лётчика-испытателя Игорь Шелеста «Лечу за мечтой»
С апреля 1941 по май 1945 года работал в ЛИИ.

Лётно-исследовательский институт был создан в марте 1941 года. Начальником института был назначен лётчик-испытатель, Герой Советского Союза М. М. Громов, активными организаторами института стали А. В. Чесалов, М. А. Тайц, В. С. Ведров, Н. С. Строев, Б. Н. Егоров, С. И. Турецкий. Институт был укомплектован летчиками-испытателями, переведенными из ЦАГИ. В их числе были: Ю. К. Станкевич, Н. С. Рыбко, Г. М. Шиянов, В. Л. Расторгуев, А. Н. Гринчик, М. Л. Галлай, И. И. Шелест. В начале войны институт был эвакуирован в Казань, но к 1942 году все летчики вернулись в Жуковский.
В июле-августе 1941 года В. Л. Расторгуев участвовал в обороне Москвы, но ни в одном из полётов не встретился с немецкими лётчиками.
2 сентября 1941 года выполнил первый полёт и провёл испытания планеров Г-11 и А-7. Самолёты Як-3ПД 3 октября 1944 года, Як-3 с ВК-108 — 19 декабря 1944 года, Як-3РД — 22 января 1945 года, Як-3Т — 24 января 1945 года.
Провёл испытания:ЛаГГ-3 на флаттер (1941); Як-3 на штопор (1944); Як-5 (1944); Як-8 (1944); Як-10 (1945). Зарекомендовал себя как специалист по плоскому штопору. Расторгуев впервые в стране испытал на штопор двухмоторный пикирующий бомбардировщик Пе-2, а в 1943 году вместе с Алексеем Гринчиком провёл испытания истребителя Ла-5 на перевёрнутый штопор. Попав в такой штопор в воздушном бою из положения вверх колёсами, молодые летчики покидали самолёт. Результаты испытаний помогли на фронтах выводить самолёты из сложных видов штопора.
Марк Галлай в своей автобиографической книге «Испытано в небе» так написал о Викторе Леонидовиче: 
 — один из лучших, если не лучший мастер фигурного пилотажа из всех, которых я когда либо знал… 
В 1945 году Расторгуев перешёл на работу в ОКБ А. С. Яковлева, где была разработана модификация Як-3РД с ЖРД РД-1 конструкции известного конструктора ракетных двигателей В. П. Глушко.
15 августа при испытаниях после нормального включения ЖРД через 10…15 с упала тяга при одновременном падении давления керосина. Спустя ещё несколько секунд кабина наполнилась брызгами и парами керосина, попавшими в лицо и глаза лётчика, что крайне затруднило пилотирование. Лётчик выключил РД и благополучно сел на Центральном аэродроме. На земле комиссия обнаружила обрыв шунтовой трубки керосиновой магистрали высокого давления. Самолёт планировали показать на параде в День авиации.

### Смерть
Виктор Леонидович Расторгуев погиб 16 августа 1945 года при выполнении испытательного полёта на самолёте с жидкостным реактивным двигателем. После включения ЖРД самолет набрал высоту 2500 и, сделал «площадку», плавно перешёл в пикирование, угол которого стал постепенно увеличиваться. На пикировании, сначала почти отвесном, а у земли 45…50°, самолёт врезался в землю у посёлка Сокол (сейчас станция метро Сокол).
Этот эпизод хорошо описан в книге Игоря Шелеста «Лечу за мечтой». В акте комиссии высказано предположение, что причиной катастрофы могла быть потеря лётчиком способности управлять самолётом или поломка в системе управления рулём высоты.
Несколько отличается описание катастрофы в мемуарах конструктора Евгения Адлера «Земля и небо», он пишет:
«Подойдя к ангару, спрашиваю:

— Где Расторгуев?

— В воздухе.

— Шахурин был?

— Нет, он поехал напрямую в Тушино.

На крыше нашего ангара столпились люди. Забравшись туда, я увидел, как ярко-красный самолет, наш Як-3, на большой скорости промчался с факелом на хвосте, правее ангара и, продолжая снижаться, скрылся за домами и деревьями.
Через несколько секунд он взмыл „свечкой“ над Тушино.

— Ай, да Виктор! Вот дает! — раздались возгласы в группе стоящих на крыше.
Высота, на глаз, с километр… полтора… два…
Огненный факел погас, а из хвоста самолета стали периодически вылетать хлопья беловатых дымков.

— Ну, ещё, вот это да! — продолжались реплики на крыше.

Неужели они не видят, что дело плохо, — думаю я.
Наконец, совершенно потеряв скорость, самолет нехотя перевернулся носом вниз и, снова её набирая, перешёл в отвесное пике, затем в отрицательное, далее продолжая пикировать, стал очень вяло снова входить в пикирование с положительным углом…

— Прыгай! — кричу я, не владея собой. — Прыгай!!!

Видим взрыв, столб чёрного дыма…» 
Также не совпадает с официальной версией рассказ лётчика-испытателя Л. И. Тарощина:

«— К вечеру дело было. Виктор Расторгуев собирался уже домой уезжать. Как был, в костюмчике, решил сделать контрольный полёт. Сел в машину, взлетел, — а там лопнула керосиновая труба. Жидкость была — керосин и азотная кислота — и его всего искупало керосином. Он вернулся домой уже вечером, в комбинезоне. Мы жили в домах рядом, он пришёл ко мне и говорит: „Отвези меня утром на машине на станцию. А то я в комбинезоне“. Я говорю: „Хорошо“, и в 6 утра его повез. В этот день должна быть репетиция, и он мне говорит: „Убьёт он меня на этом старье“. Так и получилось. Если вчера лопнула керосиновая труба, то сегодня лопнула с азотной кислотой. А она удушающая. Я такое попробовал: в хвосте выключаешь, оттуда сразу тянет. Страшная вещь эта азотная кислота: И так Виктор в районе „Сокола“ летел, летел, летел в землю, и погиб…»
В. Л. Расторгуев похоронен в Москве на Ваганьковском кладбище.

### Семья
В. Л. Расторгуев был женат на Этте Львовне Расторгуевой. Их дочь Галина тоже стала лётчиком-испытателем. Она поставила ряд международных рекордов в полётах на вертолётах.

## Награды
- Орден Красного Знамени
- Орден Трудового Красного Знамени
- Орден «Знак Почёта»

## Память
В. П. Глушко после облета и фотографирования советскими искусственными спутниками Луны предложил назвать один из открытых кратеров на обратной стороне Луны именем Расторгуева. Благодаря поддержке В. П. Глушко, в 1967 году была успешно завершена подготовка второй части «Атласа обратной стороны Луны», первой в мире Полной карты Луны и полного глобуса Луны. Глушко подарил экземпляр атласа жене лётчика. 